# Deutsche Botschaft Dhaka
Die Deutsche Botschaft Dhaka ist die diplomatische Vertretung der Bundesrepublik Deutschland in der Volksrepublik Bangladesch.

## Lage und Gebäude
Die Botschaft befindet sich im Diplomatenviertel der bangladeschischen Hauptstadt Dhaka im Stadtteil Baridhara. Es besteht eine Gemeinschaftsunterbringung mit der Botschaft Frankreichs. Die amerikanische Botschaft liegt in direkter Nachbarschaft. Die Straßenadresse lautet: 11 Madani Avenue, Baridhara Diplomatic Enclave, Dhaka 1212, Bangladesch.

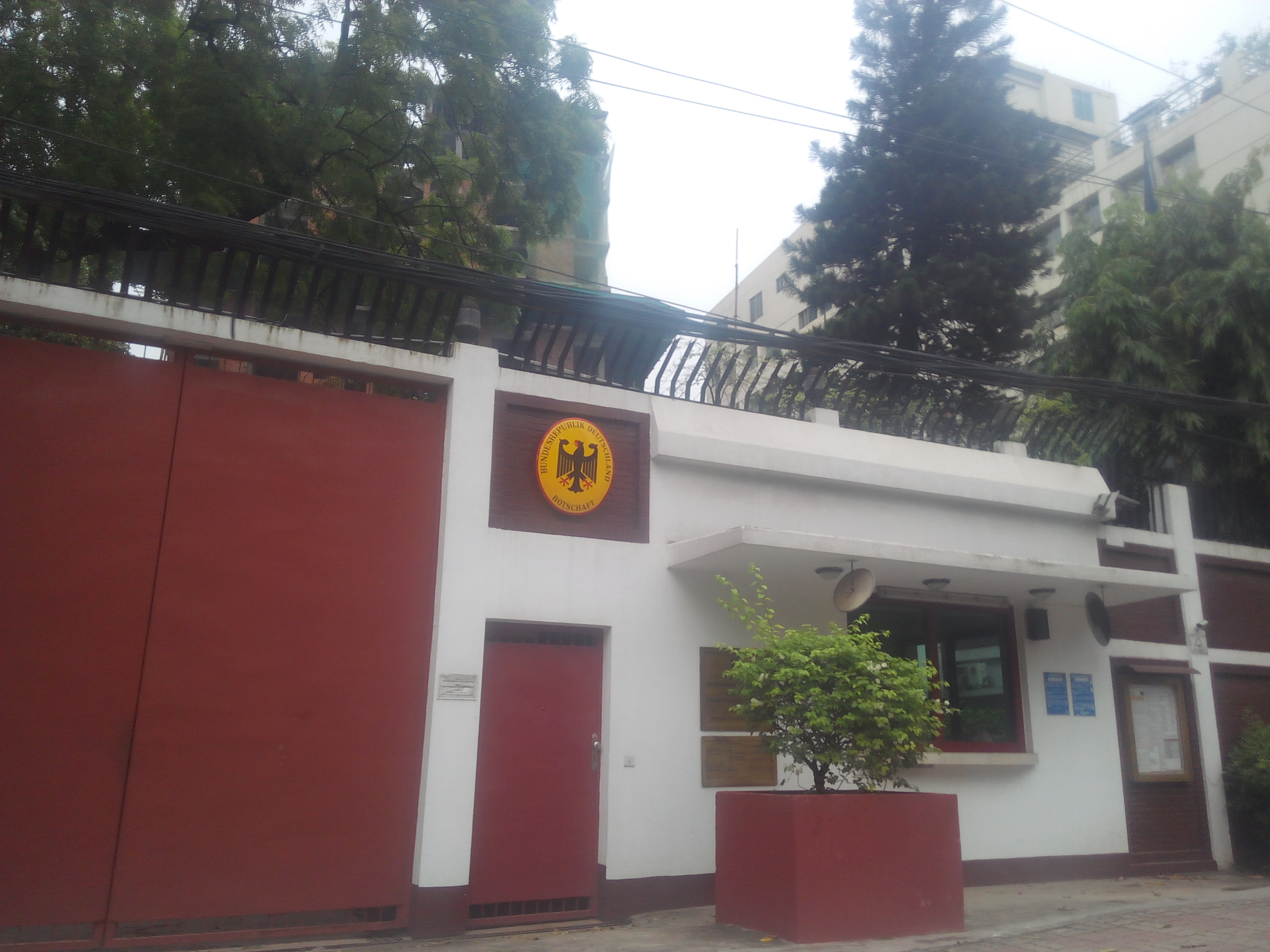
Eingang zum früheren Kanzleigebäude (2016)

Das Botschaftsviertel liegt am Ostufer des nördlichen Ausläufers des Gulshansees. Das 10 km südlich gelegene Außenministerium ist in einer Dreiviertelstunde zu erreichen. Zum rund 7,5 km nördlich gelegenen internationalen Flughafen (Shahjalal International Airport) dauert die Fahrt in der Regel rund 20 Minuten. Südöstlich über die Autobahn N1 ist die Hafenstadt und Metropole Chittagong zu erreichen; die Fahrt dauert in der Regel mindestens 5 Stunden.
Im Jahr 2017 wurde das erste gemeinsam von der Bundesrepublik Deutschland und der Französischen Republik entworfene Kanzleigebäude fertiggestellt. Die Architektin Stéphane Paumière verwirklichte es unter Einbeziehung eines Turms nach dem Jenga-Prinzip. Die Räumlichkeiten werden von den Mitarbeitern beider Botschaften genutzt. Verschiedene Arbeitseinheiten der beiden Vertretungen sind vollständig integriert, u. a. die Konsularreferate.

## Auftrag und Organisation
Die Deutsche Botschaft Dhaka hat den Auftrag, die deutsch-bangladeschischen Beziehungen zu pflegen, die deutschen Interessen gegenüber der Regierung von Bangladesch zu vertreten und die Bundesregierung über Entwicklungen in Bangladesch zu unterrichten.
In der Botschaft werden die Sachgebiete Politik, Wirtschaft, Kultur und Entwicklungszusammenarbeit bearbeitet. Bangladesch ist eines der 29 bilateralen Partnerländer der Deutschen Entwicklungszusammenarbeit. Für das Jahr 2020 wurden Bangladesch insgesamt 339,54 Millionen Euro für die Durchführung bilateraler Projekte zugesagt. Schwerpunkte sind erneuerbare Energien und Energieeffizienz, nachhaltige Stadtentwicklung, gute Regierungsführung und nachhaltige Lieferketten im Textilsektor.
Das Referat für Rechts- und Konsularangelegenheiten der Botschaft betreut ganz Bangladesch als konsularischen Amtsbezirk. Es bietet konsularische Dienstleistungen für im Land ansässige deutsche Staatsangehörige an. Die Visastelle des Referats stellt Visa für bangladeschische  Staatsangehörige aus. Für dringende konsularische Notfälle außerhalb der Dienstzeiten besteht eine telefonische Rufbereitschaft.
In der Regel können Rechtsreferendare in der Botschaft ihre Verwaltungs- oder Wahlstation ableisten.
In Chittagong ist ein Honorarkonsul der Bundesrepublik Deutschland bestellt und ansässig.

## Geschichte
Als damaliges Ostpakistan wurde Bangladesch am 26. März 1971 von Pakistan unabhängig. Die Bundesrepublik Deutschland hatte am 1. Oktober 1957 in Dhaka ein Konsulat, das am 28. September 1964 in ein Generalkonsulat umgewandelt wurde, eingerichtet. Daraus entstand am 4. Februar 1972 die Botschaft Dhaka.
Die DDR und Bangladesch nahmen am 16. Januar 1972 diplomatischer Beziehungen auf und tauschten Botschafter aus. Die Botschaft der DDR in Dhaka wurde 1990 mit Beitritt der DDR zur Bundesrepublik Deutschland geschlossen.